# Chinamiris cumberi
Chinamiris cumberi är en insektsart som beskrevs av Alan C. Eyles och Carvalho 1991. Chinamiris cumberi ingår i släktet Chinamiris och familjen ängsskinnbaggar. Inga underarter finns listade i Catalogue of Life.